# Sarah Silverman
Sarah Kate Silverman (Bedford, 1º dicembre 1970) è una comica e attrice statunitense.
Per i suoi ruoli in televisione ha vinto due Emmy Award. In campo cinematografico, è stata apprezzata la sua interpretazione nel film I Smile Back, da cui riceve una nomination agli Screen Actors Guild Award come miglior attrice cinematografica.

## Biografia
Sarah nasce a Bedford, nel New Hampshire, il 1º dicembre del 1970 in una famiglia ebraica di origini polacche e russe, ultimogenita dei cinque figli di Donald Silverman (1937-2023), un assistente sociale, e di Beth Ann Halpin (1941-2015), un'attrice ed impresaria teatrale, fondatrice della New Thalian Players. Iniziò a recitare all'età di 12 anni, quando entrò a far parte della compagnia teatrale della madre, e a 17 anni già si esibiva da sola come comica in svariati ristoranti.
Il suo primo impiego importante arrivò nel 1993, quando venne scelta come comica per il Saturday Night Live, ma dopo una stagione venne licenziata poiché, a detta del programma, il suo umorismo era «un po' troppo sotto la cintura». Riuscì a ritrovare un impiego televisivo solo nel 1996, quando partecipò per 2 stagioni consecutive al The Larry Sanders Show, mentre continuava a fare numerose apparizioni in altri programmi televisivi accrescendo sempre più la sua popolarità.
È nel 1997 che inizia la sua carriera cinematografica, quando appare in Who's the Caboose?, una commedia esilarante inedita in Italia che non fece altro che farla diventare ancora più famosa, ma la sua affermazione nel cinema avvenne l'anno seguente, quando ottenne un ruolo in due pellicole: Tutti pazzi per Mary, in cui interpretava un'amica della protagonista (Cameron Diaz) e Bulworth - Il senatore di Warren Beatty, che ottenne anche delle nomination agli Academy Awards.
Così i ruoli cinematografici in film di successo arrivarono l'uno dopo l'altro: tra tutti si possono ricordare Lo scapolo d'oro (1999), Evolution (2001), School of Rock (2003) e la trasposizione cinematografica del celebre musical Rent (2005). Ha partecipato anche al doppio episodio Futuro anteriore della serie di fantascienza Star Trek: Voyager. È diventata una comica d'eccezione e partecipa o presenta regolarmente programmi di successo, tra gli ultimi, gli MTV Movie Awards del 2007. Nel 2004 ha creato una sua pièce di teatro intitolata Jesus is Magic, portata sul grande schermo nel 2005 con il titolo Sarah Silverman: Jesus is Magic.
Il canale televisivo Comedy Central le ha dato la possibilità di creare uno show tutto suo: il Sarah Silverman Show, partito nel 2007, che sta riscuotendo un enorme successo in tutto il mondo. Nel 2010 pubblica il libro The Bedwetter: Stories of Courage, Redemption, and Pee ("La piscialetto: storie di coraggio, redenzione e pipì"), in cui affronta con ironia i problemi di incontinenza che ebbe durante l'infanzia e l'adolescenza. È vegetariana dall'età di 10 anni.

## Filmografia parziale

### Attrice

#### Cinema
- Who's the Caboose? (1997)

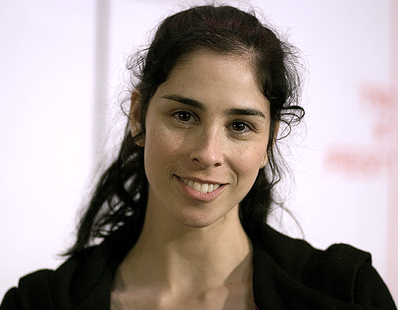
Sarah Silverman al Tribeca Film Festival 2007

- Tutti pazzi per Mary (There's Something About Mary), regia di Peter e Bobby Farrelly (1998)
- Bulworth - Il senatore (Bulworth), regia di Warren Beatty (1998)
- Lo scapolo d'oro (The Bachelor), regia di Gary Sinyor (1999)
- Da che pianeta vieni? (What Planet Are You From?), regia di Mike Nichols (2000)
- Screwed - Due criminali da strapazzo (Screwed), regia di Scott Alexander e Larry Karaszewski (2000)
- Le vie della violenza (The Way of the Gun), regia di Christopher McQuarrie (2000)
- Dimmi che non è vero (Say It Isn't So), regia di James B. Rogers (2001)
- Heartbreakers - Vizio di famiglia (Heartbreakers), regia di David Mirkin (2001)
- Evolution, regia di Ivan Reitman (2001)
- Run Ronnie Run! (2002)
- School of Rock, regia di Richard Linklater (2003)
- Rent, regia di Chris Columbus (2005)
- I Want Someone to Eat Cheese With (2006)
- Scuola per canaglie (School for Scoundrels), regia di Todd Phillips (2006)
- Super High Me (2008), cameo
- Funny People, regia di Judd Apatow (2009), cameo
- Saint John of Las Vegas (2010)
- Take This Waltz, regia di Sarah Polley (2011)
- I Muppet, regia di James Bobin (2011)
- Un milione di modi per morire nel West (A Million Ways to Die in the West), regia di Seth MacFarlane (2014)
- Gravy, regia di James Roday (2015)
- I Smile Back, regia di Adam Salky (2015)
- Ashby - Una spia per amico (Ashby), regia di Tony McNamara (2015)
- Vite da popstar (Popstar: Never Stop Never Stopping), regia di Akiva Schaffer (2016)
- Il libro di Henry (The Book of Henry), regia di Colin Trevorrow (2017)
- La battaglia dei sessi (Battle of the Sexes), regia di Jonathan Dayton e Valerie Faris (2017)
- Space Jam: New Legends (2021)
- Marry Me - Sposami (Marry Me), regia di Kat Coiro (2022)
- Maestro, regia di Bradley Cooper (2023)

#### Televisione
- Mr. Show with Bob and David - serie TV (1995-1997)
- Star Trek: Voyager - serie TV, episodi 3x08 e 3x09 (1996)
- Seinfeld - serie TV, episodio 8x12 (1997)
- Una famiglia a tutto gas (Brotherly Love) - serie TV, episodio 2x19 (1997)
- JAG - Avvocati in divisa (Jag) - serie TV, episodio 3x04 (1997)
- The Naked Truth - serie TV, episodio 3x07 (1997)
- V.I.P. - serie TV, episodio 4x15 (2002)
- Frasier - serie TV, episodio 11x07 (2003)
- Crank Yankers - serie TV, episodi 2x03, 4x01, 4x02, 4x04 (2003-2007)
- Detective Monk (Monk) - serie TV, episodi 2x12, 6x01 e 7x07 (2004-2007)
- Sarah Silverman Show (The Sarah Silverman Program) - serie TV (2007-2010)
- The Good Wife - serie TV, episodio 2x22 (2012)
- Bored to Death - Investigatore per noia (Bored to Death) - serie TV, episodio 3x05 (2011)
- The League - serie TV, episodi 3x08 e 5x02 (2011-2013)
- Louie - serie TV, episodi 3x07, 3x08 e 4x01 (2012-2014)
- Masters of Sex - serie TV (2014-2015)
- Lady Dynamite - serie TV, episodio 1x06 (2016)

#### Documentari
- The Aristocrats (2005)
- Fired! (2007)
- Certifiably Jonathan (2007)

### Doppiatrice
- Michelle in Futurama, Futurama - Il colpo grosso di Bender
- Vanellope von Schweetz in Ralph Spaccatutto e Ralph spacca Internet
- Bleh in Drawn Together
- Stripper in American Dad!
- Robositter in Aqua Teen Hunger Force
- Nikki McKenna, Rachel e se stessa ne I Simpson
- Ollie in Bob's Burgers
- Candy Smalls in Santa Inc.

## Doppiatrici italiane
Nelle versioni in italiano dei suoi film, Sarah Silverman è stata doppiata da:
- Giuppy Izzo in Detective Monk, Crank Yankers, Vite da popstar
- Rossella Acerbo in Evolution, Funny People
- Laura Romano in Il libro di Henry, La battaglia dei sessi
- Monica Ward in Star Trek - Voyager, Sarah Silverman Show
- Maura Cenciarelli in Tutti pazzi per Mary
- Micaela Esdra in Lo scapolo d'oro
- Milvia Bonacini in Heartbreakers - Vizio di famiglia
- Laura Lenghi in School of Rock
- Laura Latini in Scuola per canaglie
- Elena Perino in Louie
- Selvaggia Quattrini in Un milione di modi per morire nel West
- Roberta De Roberto in Lady Dynamite
- Chiara Colizzi in Ashby - Una spia per amico
- Francesca Fiorentini in Marry Me - Sposami
- Ilaria Stagni in Maestro

Da doppiatrice è sostituita da:
- Gaia Bolognesi in Ralph spaccatutto, Ralph spacca Internet
- Monica Ward in I Simpson (ep. 26x01)
- Cinzia Massironi in Drawn Together
- Barbara Sacchelli in Bob's Burgers